# Sribne (obwód doniecki)
Sribne (ukr. Срібне) – wieś na Ukrainie, w obwodzie donieckim, w rejonie pokrowskim, w hromadzie Pokrowsk. W 2001 liczyła 561 mieszkańców.